# Hemberga brunn
Hemberga Brunn var en tillverkare av mineralvatten och läskedrycker som grundades 1948 i Täby kommun av Birger Karlsson. Redan på 1920-talet fanns det en hälsobrunn på området. 1968 slutade man tillverka egna drycker och blev en ren grossist. 1974 togs verksamheten över av Thorne Karlsson och cirka 30 år senare såldes bolaget till Mattias Pettersson. År 2012 gick Hemberga Brunn samman med Dryckesgrossisten AB och Nicklas Krunic. Det sammanslagna bolaget fick namnet Hemberga Dryckesgrossisten AB. 
Idag säljer och levererar Hemberga fortfarande kalla drycker till kontor i Stockholmsområdet. Marknadsför och säljer även internationella dryckesvarumärken på den svenska marknaden. Produktportföljen innehåller varumärken som Snapple, Gatorade, Rubicon, Club Mate, Jacob's Creek Unvined och Campo Viejo 0%. Hemberga Dryckesgrossisten är också en aktör på den svenska ölmarknaden och distribuerar folköl till dagligvaruhandeln från bland annat Jämtlands Bryggeri.